# Thorvald Jørgensen
Thorvald Jørgensen, född 27 juni 1867, död 15 maj 1946, var en dansk arkitekt.
Thorbald Jørgensen framträdde särskilt som kyrkobyggare, flera i Köpenhamn, men gjorde sig främst känd genom om- och nybyggnaden av Christiansborgs slott.

## Verk i urval
- Skagen Badehotel, Grenen, 1899

## Utmärkelser
- Neuhausenska priset,  1891[2]
- Eckersbergmedaljen,  1901[2]
- Dannebrogsmännens hederstecken,  1918[4]
- Förtjänstmedaljen i guld,  1927[4]
- Kommendör av Dannebrogorden,  1932[4]

[Redigera Wikidata]